# Clima arido

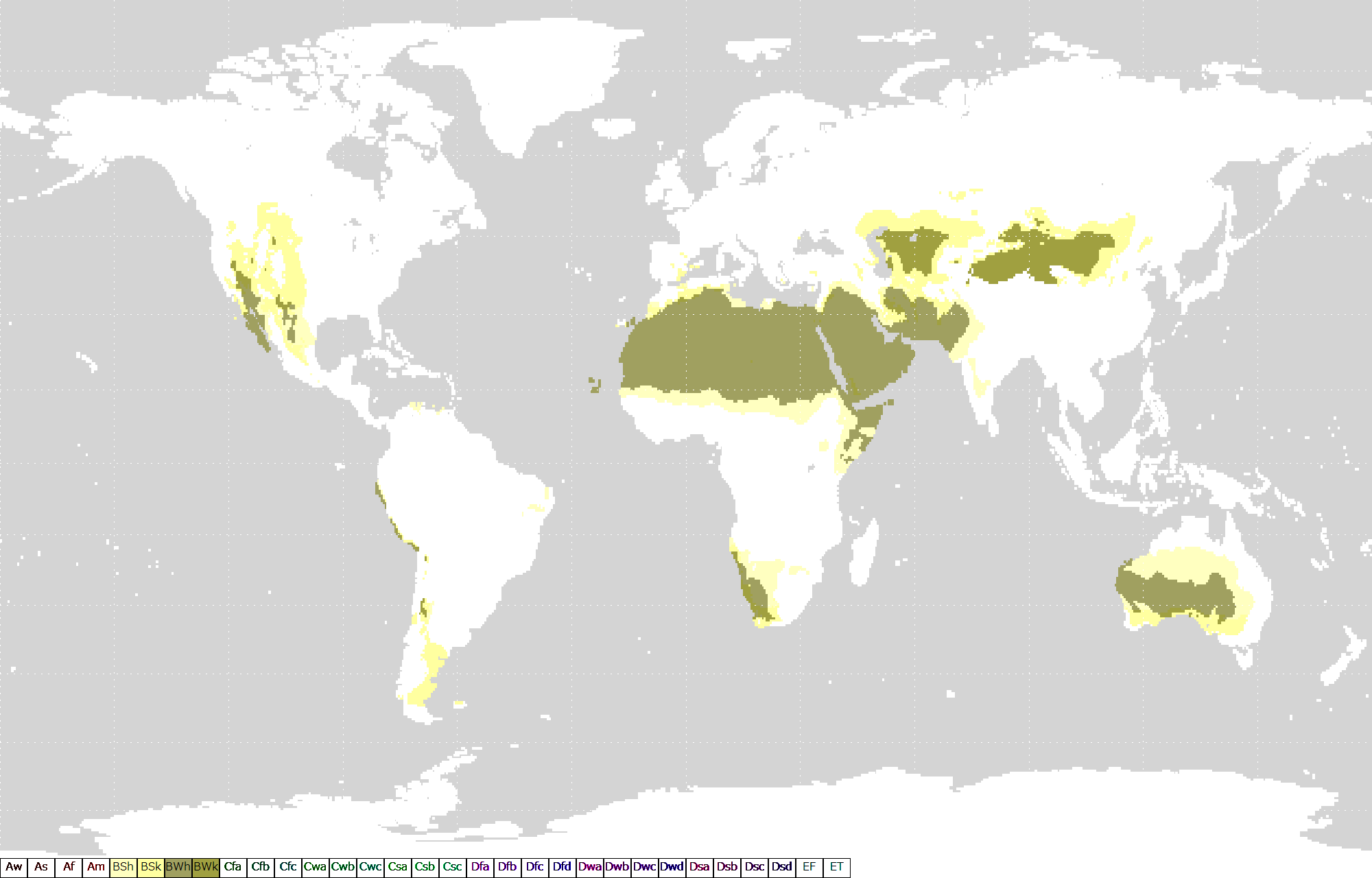
Zone della Terra caratterizzate dal climi aridi

I climi aridi sono una classe di climi che nella classificazione dei climi di Köppen compaiono uniti sotto la sigla B. 
Appartengono a questo gruppo secondo Köppen i climi che hanno le seguenti caratteristiche:
- P < 20T + 140 (se le precipitazioni sono distribuite uniformemente durante l'anno);
- P < 20T + 280 (se le precipitazioni sono concentrate nella stagione estiva)
- P < 20T (se le precipitazioni sono concentrate nella stagione invernale).

Essi comprendono essenzialmente il clima desertico (nella classificazione di Köppen BW) e il clima steppico (nella classificazione di Köppen BS), mentre altri climi aridi come quello dei ghiacci perenni non sono considerati nello schema. 

## Descrizione
Quello che accomuna tutti questi climi non sono i valori termici, ma la scarsità o l'assenza di precipitazioni che, in casi estremi, può durare per anni o addirittura per decenni. L'accumulo annuo è inferiore a 250 mm anche se in alcuni casi ci possono esser violenti temporali che possono far aumentare in eccesso questo valore.

### Vegetazione
Le precipitazioni sono insufficienti per qualunque tipo di vegetazione completa, tanto più che il suolo è spesso riarso, roccioso o sabbioso e inadatto alla crescita di piante. Tipici di questi ambienti sono piante come i cactus e altre succulente, in grado d'immagazzinare acqua per lunghi periodi di siccità elevata.